# Chen Qingmei
Chen Qingmei, född 4 april 1963, är en friidrottare från Kina. Hon deltog vid olympiska sommarspelen 1988.